# Cretornis hlavaci

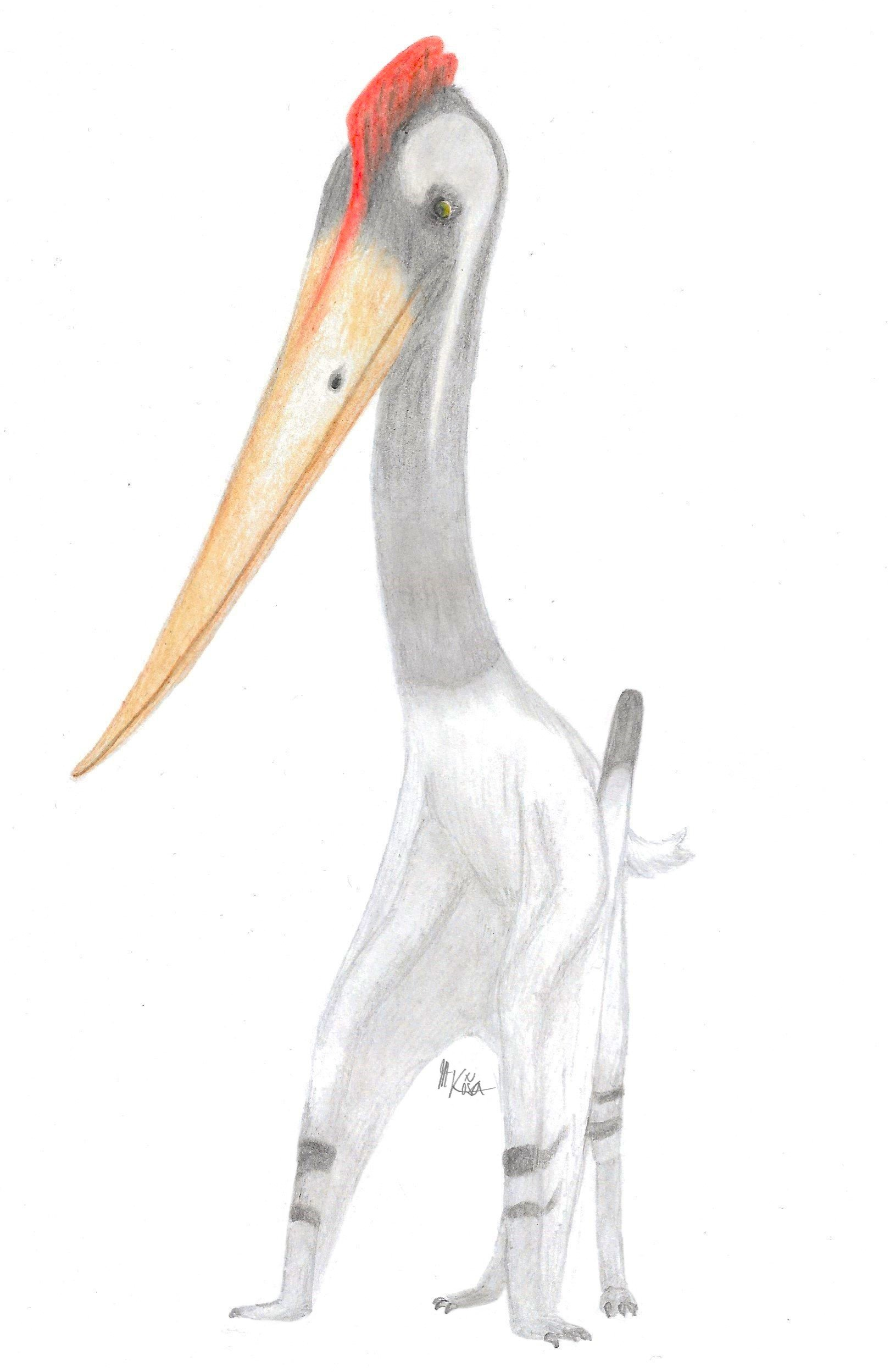
Rekonstrukce za života

Cretornis hlavaci je vědecké jméno dosud jediného ptakoještěra, známého podle kosterních fosilií z území České republiky. Pterosaur byl objeven roku 1880 v lomu u Zářecké Lhoty nedaleko Chocně. Nález pochází z pozdně křídových vrstev jizerského souvrství (geologický věk turon, asi před 92 miliony let) a jedná se o neúplnou kostru levé přední končetiny (křídla). Rozpětí křídel tohoto létajícího plaza činilo jen asi 1,5 až 1,6 metru.

## Historie objevu

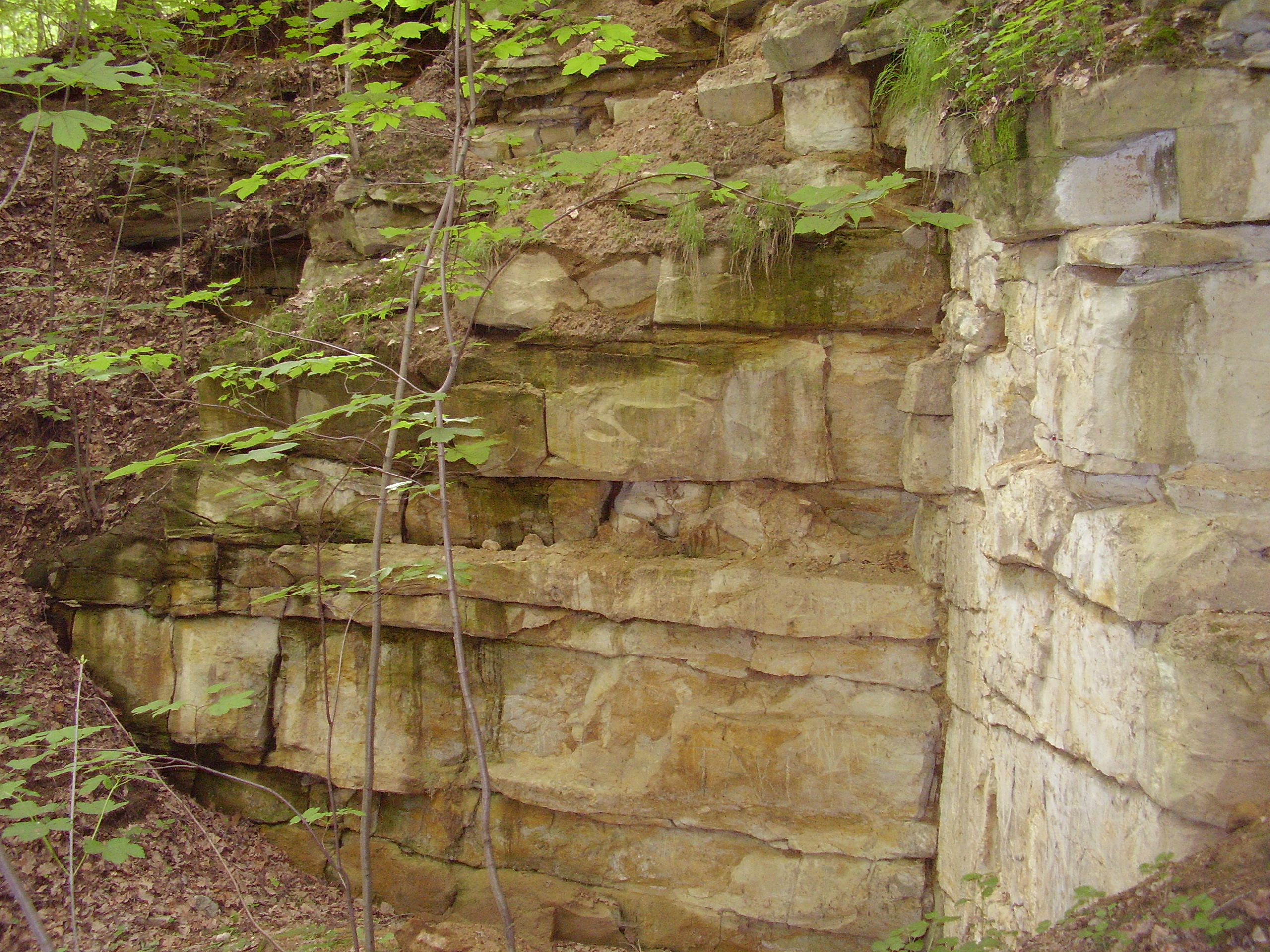
Lom mezi Zářeckou Lhotou a Chocní, kde byla roku 1880 objevena první fosilie "českého" ptakoještěra (stav k roku 2006).

Fosilie objevili dělníci v lomu, kteří získávali štěrk na opravu místní cesty. Jistá paní Tomková, krupařka z Chocně, pak na nález upozornila choceňského lékárníka a sběratele fosilií Františka Hlaváče. Ten zbytek fosilií zajistil a následně zaslal do Prahy profesoru Fričovi. Původně byl pak nález popsán Antonínem Fričem v roce 1881 jako "zubatý prapták" pod jménem Cretornis Hlaváči. O sedm let později (v roce 1888) byla slavným britským přírodovědcem Richardem Lydekkerem rozeznána domnělá příslušnost k pterosaurům z taxonu Ornithocheirus. Vzhledem ke skutečnosti, že biologické názvosloví neakceptuje diakritiku, Lydekker změnil druhové jméno na "hlavatschi". Nová formulace sice v přibližném duchu zachovala výslovnost, nicméně Mezinárodní pravidla zoologické nomenklatury podobné zásahy nedovolují. Správné druhové jméno, jež bylo zvoleno jako pocta choceňskému lékárníkovi a sběrateli fosilií Františku Hlaváčovi, který na nález Friče upozornil, je proto hlavaci. 
Dnes jsou vzácné zkameněliny tohoto pterosaura uloženy v Národním muzeu v Praze. Existuje také nepotvrzená informace, že podobné kosti (snad také pterosauří) byly ještě před tímto objevem nalezeny i na jiných místech v okolí lomu, později se však zřejmě ztratily.

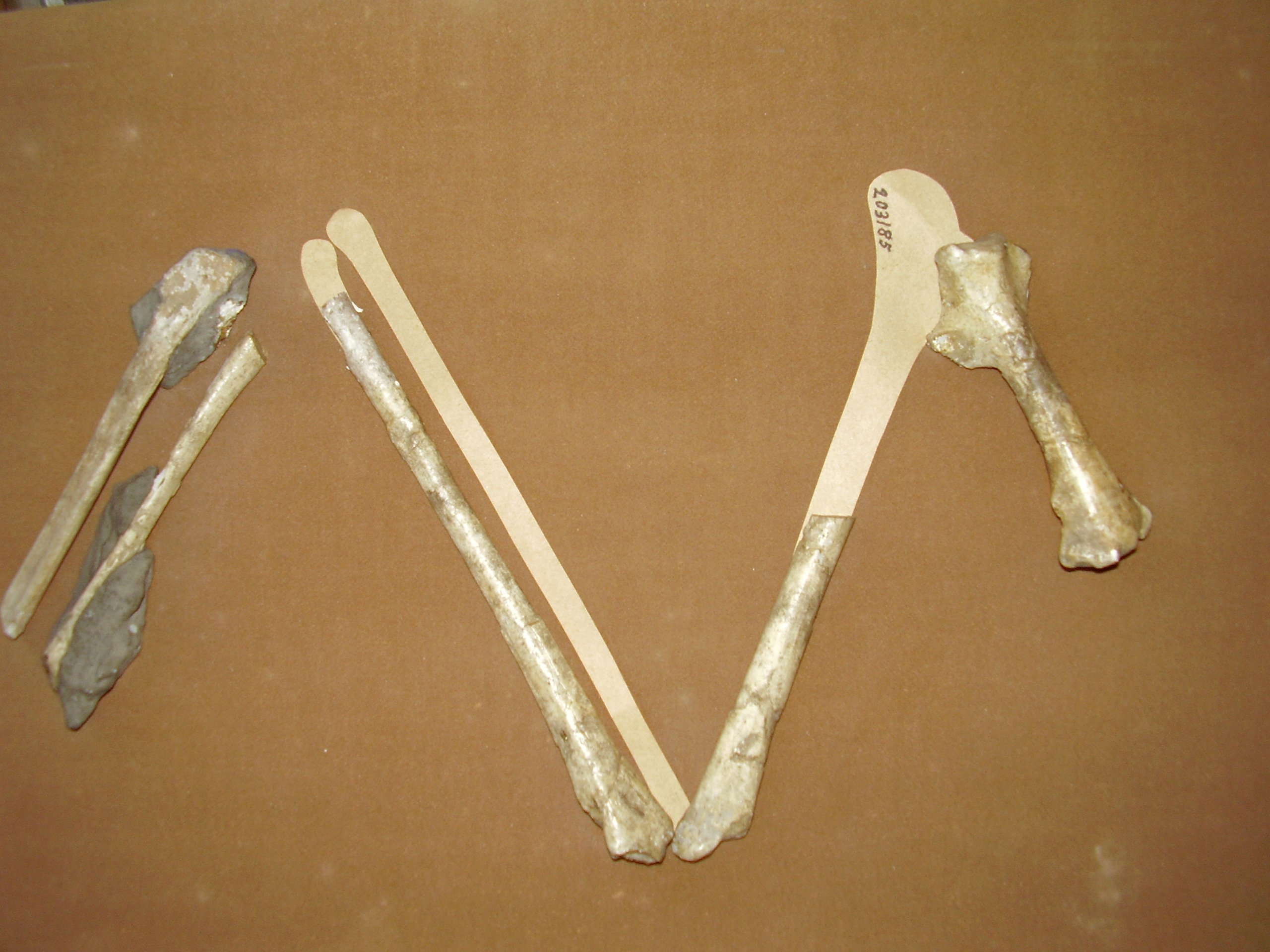
Fosilní kosti ptakoještěra Cretornis hlavaci, rekonstruované do podoby ptačích křídel.

## Systematické zařazení
Dle nejnovějších výzkumů je český ptakoještěr pravděpodobně představitelem kladu Neoazhdarchia v rámci kladu Azhdarchoidea. Podle jiných fylogenetických analýz se však jednalo spíše o zástupce čeledi Nyctosauridae (resp. kladu Pteranodontia).

## Paleoekologie
Kretornis obýval tropickou ostrovní přímořskou oblast dávné Střední Evropy. Podle některých odhadů dokázali tito ptakoještěři urazit ohromné vzdálenosti. Například zástupci příbuzného a mnohem většího rodu Quetzalcoatlus zvládli pravděpodobně přeletět v rozmezí 7 až 10 dní na vzdálenost kolem 16 000 kilometrů, a to jen s relativně malým výdejem energie.